# ジュール＝アンリ・デフルノー
ジュール＝アンリ・デフルノー（フランス語: Jules-Henri Desfourneaux、 1877年12月17日 - 1951年10月1日）は、フランスの死刑執行人（ムッシュ・ド・パリ）。

## 生涯
数百年にわたり多くの死刑執行人を輩出したデフルノー家に生まれる。親族である死刑執行人アナトール・デイブレルに迎えられ、1909年にその第二助手に就任した。
1939年2月2日、デイブレルの急死に伴って、第一助手から死刑執行人に就任した。同年6月17日にデフルノーが執行したドイツ人の殺人犯オイゲン・ヴァイトマン（Eugen Weidmann）の処刑は公開処刑として行われた最後のものであり、また、ギロチン処刑の様子が映像で記録された唯一の事例でもある。当時のマスメディアでギロチンの写真が取り上げられ、ニュース映画として映画館で公開されたりもしたため、以後公開処刑が行われることはなくなった。しかし非公開になった他の理由として、彼の処刑が緩慢で無気力であったということがある。これはまた、従兄弟でもある助手のアンドレ・オブレヒトとの確執も生んだ。
彼は第二次世界大戦中にヴィシー政権下でレジスタンスと共産主義者を多数処刑したが、このことについて戦後に罪を問われることはなかった。戦後は息子の自殺もあって酒に溺れたといい、オブレヒトとの仲も険悪なものとなった。
デフルノーは1951年10月に死去するまで死刑執行人の職にあった。彼の死後はオブレヒトがその職を継いだ。